# Pheidole colobopsis
Pheidole colobopsis är en myrart som beskrevs av Mann 1916. Pheidole colobopsis ingår i släktet Pheidole och familjen myror. Inga underarter finns listade i Catalogue of Life.